# Сотодзаки, Харуо
Харуо Сотодзаки (яп. 外崎春雄 Сотодзаки Харуо) — японский режиссёр аниме. Его полноценный дебют состоялся в 2004 году с выходом аниме-адаптации Ninin Ga Shinobuden. В 2019 году стал режиссёром аниме-адаптации манги «Истребитель демонов», в том числе полнометражного фильма «Истребитель демонов: Поезд „Бесконечный“», получивших множество наград.

## Творчество

### Телевидение
- X (2002—2003) (режиссёр эпизода)[1]
- Ninin Ga Shinobuden (яп. ニニンがシノブ伝 Нинин га Синобудэн) (2004) (режиссёр)[2]
- Tales of Symphonia The Animation (яп. テイルズ オブ シンフォニア The Animation Тэйрудзу обу Синфониа The Animation) (2007—2012) (режиссёр)[3]
- Tales of Zestiria the X[англ.] (яп. テイルズ オブ ゼスティリア ザ クロス Тэйрудзу обу Дзэсутириа дза куросу) (2016—2017) (режиссёр)[3]
- «Истребитель демонов» (яп. 鬼滅の刃 Кимэцу но яиба) (с 2019) (режиссёр)[4]

### Кино
- «Истребитель демонов: Поезд „Бесконечный“» (яп. 劇場版「鬼滅の刃」 無限列車編 Гэкидзё:-бан «Кимэцу но яиба» Мугэн рэсся-хэн) (2020) (режиссёр)[5]

### Видеоигры
- Disgaea 2: Cursed Memories (яп. 魔界戦記ディスガイア2 Макай сэнки дисугая цу:) (2006) (режиссёр анимации, дизайнер персонажей, сценарист, оператор, аниматор открывающей сцены)

## Награды и номинации
| Список наград и номинаций | Список наград и номинаций                         | Список наград и номинаций      | Список наград и номинаций                                                                     | Список наград и номинаций | Список наград и номинаций |
| Год                       | Награда                                           | Категория                      | Номинант(ы)                                                                                   | Результат                 | П.                        |
| ------------------------- | ------------------------------------------------- | ------------------------------ | --------------------------------------------------------------------------------------------- | ------------------------- | ------------------------- |
| 2019                      | Newtype Anime Awards                              | Лучший режиссёр                | «Истребитель демонов»                                                                         | Победа                    | [ 6 ]                     |
| 2020                      | Crunchyroll Anime Awards                          | Аниме года                     | «Истребитель демонов»                                                                         | Победа                    | [ 7 ]                     |
| 2020                      | Tokyo Anime Awards Festival                       | Лучшая телевизионная анимация  | «Истребитель демонов»                                                                         | Победа                    | [ 8 ]                     |
| 2020                      | Hochi Film Award                                  | Лучший анимационный фильм      | «Истребитель демонов: Поезд „Бесконечный“»                                                    | Победа                    | [ 9 ]                     |
| 2020                      | Премия Nikkan Sports Film Award от Юдзиро Исихары | Лучший режиссёр                | «Истребитель демонов: Поезд „Бесконечный“»                                                    | Победа                    | [ 10 ]                    |
| 2021                      | Премия Японской киноакадемии                      | Лучший анимационный фильм года | «Истребитель демонов: Поезд „Бесконечный“»                                                    | Победа                    | [ 11 ]                    |
| 2021                      | Майнити                                           | Лучший анимационный фильм      | «Истребитель демонов: Поезд „Бесконечный“»                                                    | Номинация                 | [ 12 ]                    |
| 2021                      | Спутник                                           | Лучший анимационный фильм      | «Истребитель демонов: Поезд „Бесконечный“»                                                    | Номинация                 | [ 13 ]                    |
| 2021                      | Tokyo Anime Awards Festival                       | Лучший режиссёр                | «Истребитель демонов: Поезд „Бесконечный“»                                                    | Победа                    | [ 14 ]                    |
| 2021                      | Newtype Anime Awards                              | Лучший режиссёр                | «Истребитель демонов: Поезд „Бесконечный“»                                                    | Победа                    | [ 15 ]                    |
| 2022                      | Newtype Anime Awards                              | Лучший режиссёр                | - «Истребитель демонов: Поезд „Бесконечный“» - «Истребитель демонов: Квартал красных фонарей» | Победа                    | [ 16 ]                    |
| 2023                      | Crunchyroll Anime Awards                          | Лучший режиссёр                | «Истребитель демонов: Квартал красных фонарей»                                                | Победа                    | [ 17 ]                    |